# Pantai Perlak
Pantai Perlak is een bestuurslaag in het regentschap Aceh Tamiang van de provincie Atjeh, Indonesië. Pantai Perlak telt 291 inwoners (volkstelling 2010).